# Kvintový kruh

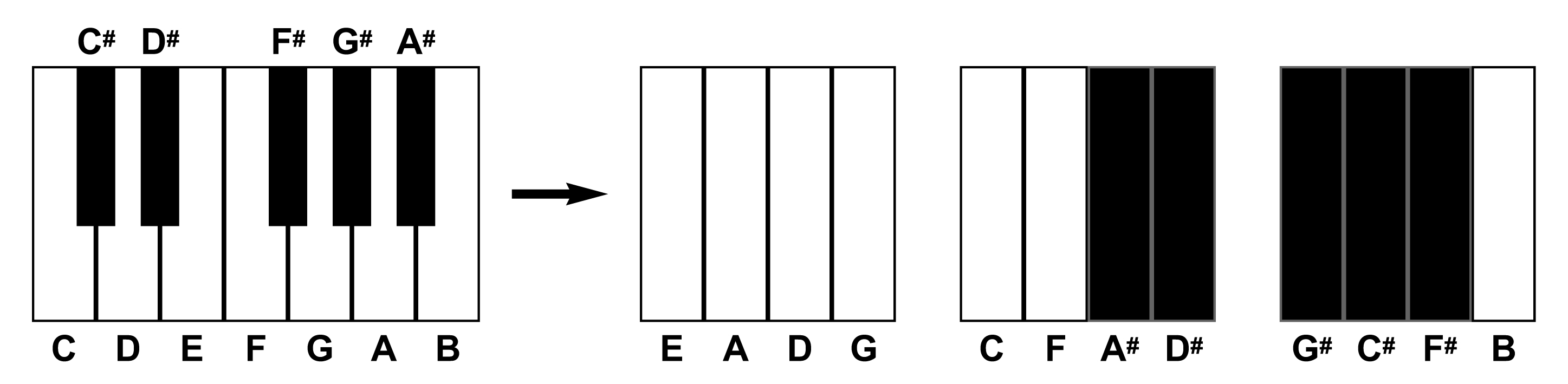
Kvintový kruh

Kvartkvintový kruh je název z oboru hudební nauky, kterým se označuje schéma pro ulehčení transpozic a určování předznamenání tóniny.

## Použití

### Durové stupnice s křížky
Základem kvintového kruhu („na dvanácti hodinách“) je diatonická durová stupnice C dur, která nemá žádné předznamenání – ani #, ani b. Postupem po směru hodinových ručiček vždy z tónu (například C) na jeho čistou kvintu (například G) získávám vždy stupnici s předznamenáním bohatším o jeden křížek. Tón, který je zvýšen, je o dvě pozice proti směru hodinových ručiček od základního tónu – například v G dur je oproti C dur navíc křížek u F (=Fis), v E dur je oproti A dur navíc křížek u D (=Dis).
Po směru hodinových ručiček lze takto dojít až k tónině Cis dur, která má sedm křížků – všechny tóny jsou tedy zvětšeny a dál již nemá smysl postupovat (Gis dur by měla osm křížků a tón F by byl dvojzvětšený – Fisis.

### Durové stupnice s béčky
Proti směru hodinových ručiček lze od C dur postupovat o doplňkový interval ke kvintě, tedy o čistou kvartu, každým dalším krokem získávám o jedno „béčko“ více, název sníženého tónu je opět o jednu pozici proti směru hodinových ručiček od základního tónu – například v F dur je oproti C dur navíc snížení u H (=B), v Es dur je oproti B dur navíc snížení u A (=As).
Tímto postupem lze dojít až k tónině Ces dur, která má sedm snížených tónů a opět již nemá smysl dál postupovat – následující Fes dur by měla kromě šesti snížených tónů také dvojsnížené H – Heses.

### Překrývání předznamenání v dolní části kruhu
Mezi pátou a sedmou hodinou se stupně kvintového kruhu překrývají – v temperovaném ladění, které je použito například na klavíru nebo kytaře, je H dur tónově totožné s Ces dur, Fis dur s Ges dur a Cis dur s Des dur.

### Mollové stupnice
Na vnitřní straně kvintového kruhu jsou často (jako na obrázku výše v tomto článku) vyznačeny také mollové tóniny. C dur (bez předznamenání) odpovídá diatonická mollová stupnice a moll, která rovněž nemá předznamenání. Postupem o kvintu po směru hodinových ručiček lze postupně získat mollovou stupnici s jedním, dvěma, třemi… křížky: e moll, h moll, fis moll,… Postupem o kvartu proti směru hodinových ručiček lze naopak získat mollové stupnice se sníženými tóny – d moll, g moll, c moll,…
Metoda odečítání údajů z vnitřního mollového kruhu je analogická jako u vnějšího durového kruhu – například e moll má jeden křížek shodný s G dur a tím je Fis.

## Příklady

### Určení předznamenání
Je třeba s pomocí kvintového kruhu určit předznamenání tóniny gis moll.
Tónina gis moll je o pět stupňů od základní a moll – bude mít pět křížků, postupem podle výše uvedeného pravidla jsou to postupně Fis, Cis, Gis, Dis a Ais.

### Transpozice pomocí kvintového kruhu
Je třeba převést melodii „Ovčáci čtveráci“ (b-d-f-b-d-f-…) z tóniny B dur do G dur.
Tento převod se provede posunem každého tónu o tři pozice po směru hodinových ručiček (tak daleko je G dur od B dur). Výsledkem je tedy g-h-d-g-h-d-…
Poznámka: Transpozice kvintovým kruhem se vyplatí pouze v těch případech, kdy mají pozice výchozí a cílové tóniny malou vzdálenost na kruhu – čtyři pozice je asi maximum, kdy je ještě výhodné kvintový kruh použít.